# Massacre de la discoteca Pulse d'Orlando de 2016
La massacre de la discoteca Pulse d'Orlando va ser un tiroteig on almenys 50 persones van morir i 53 van quedar ferides a la discoteca LGBT Pulse, a Orlando, Florida, el 12 de juny de 2016. L'autor de l'atemptat fou Omar Mir Seddique Mateen, un ciutadà americà d'ascendència afganesa de 29 anys. El Departament de Policia d'Orlando va tractar el cas com un acte de terrorisme domèstic.
L'incident és el tiroteig i atemptat contra el col·lectiu LGBT més mortífer a la història dels Estats Units, i l'atemptat amb més morts als Estats Units des dels atemptats de l'11 de setembre.